# Zoutewelle peer
De Zoutewelle stoofpeer is een perenras dat zichzelf voortplant door wortelopslag.
De oorspronkelijke kweker van dit ras was Jan Zoutewelle (28 september 1856 - 28 mei 1947) uit het Nederlandse Zwijndrecht. Op een dag, eind 19de eeuw, maakte Zoutewelle uit een zaailing een nieuw ras. Toen hij die op de markt wilde verkopen, moesten de peren een naam krijgen en werden ze naar hem vernoemd.
De boom was oorspronkelijk smal en hoog, waardoor het plukken niet gemakkelijk was. De vruchten blijven klein en groeien dicht bij elkaar. Om niet bekende reden is de jaarlijkse opbrengst zeer wisselvallig.
Het ras was bijna uitgestorven maar wordt nu weer ontwikkeld. Dat gaat langzaam, mede omdat door het elektrisch maaien een deel van de wortelopslag wordt weggemaaid.   
De Zoutewelle perenbomen die nu bij de kweker staan zijn entbomen, waardoor sneller geoogst kan worden. De onderstam is kweepeer, daarop de Beurré Hardy die de afstotingsverschijnselen neutraliseert en daarop wordt de Zoutewelle geënt. Doordat de Beurré Hardy betere sapstromen heeft dan de Zoutewelle draagt hij al na 2,5 jaar vrucht, terwijl men op de peertjes van de Zoutewelle uit wortelopslag wel minstens 7,5 jaar moest wachten.